# Josepa Martínez Caballer
Josepa Martínez Caballer (Castelló de la Plana, Plana Alta, 1875 - Borriol, Plana Alta, 29 de setembre de 1936), coneguda com La Caballera o Cavallera, fou una activista carlina valenciana.

## Biografia
Era una dona molt activa, vinculada tant al carlisme com a moviments eclesiàstics i parroquials de Castelló (Santa Maria i Sagrada Família). Afiliada a les «Margarites», era l'ànima de l'acció social femenina del carlisme, i directora del grup de teatre del Cercle Instructiu Legitimista. També era una fervent activista del Sindicat de l'Agulla. Estava casada i tenia sis fills (quatre xiques i dos xics). El seu marit era cec. Vivien al carrer Conills (Sant Josep), un barri de llauradors, on tenien una vaqueria.
Durant els anys de la Segona República es va distingir pel seu activisme catòlic i tradicionalista, de manera que quan va esclatar la Guerra Civil Espanyola, a conseqüència de la rebel·lió militar, va ser una de les víctimes dels primers mesos de persecució indiscriminada per part dels més extremistes. Pocs dies abans de ser detinguda i assassinada, i mentre passejava amb el marit invident pel seu barri, una persona va dir: «Prompte farem botifarres amb la sang de la Cavallera». Efectivament, va ser detinguda pels milicians, passejada entre insults i burles, i finalment assassinada. Se li va clavar un clau al cap a cops de martell. Tenia 61 anys.